# Exocoetus monocirrhus
Exocoetus monocirrhus är en fiskart som beskrevs av Richardson, 1846. Exocoetus monocirrhus ingår i släktet Exocoetus och familjen Exocoetidae. Inga underarter finns listade i Catalogue of Life.